# آزاده تبازاده
آزاده تبازاده  (زاده ۱۳۴۶ خورشیدی در تهران) دارنده PHD شیمی‌فیزیک از دانشگاه استنفورد کالیفرنیا است. او در چهارده سالگی به ایالات متحده مهاجرت کرده است.
وی هم‌اکنون استاد دانشگاه استنفورد است  و به همراه همسرش روی پروژه‌ای تحقیقاتی فعالیت دارد.

## جوائز
پروفسور آزاده تبازاده دارنده جوایز بسیاری از جمله مدال اتحادیه ژئوفیزیک آمریکا در سال ۲۰۰۱ است. او در سال ۱۹۹۹ "جایزه ریاست جمهوری" برای دانشمندان و مهندسان را دریافت کرده‌است. این جایزه بالاترین افتخار اعطا شده توسط دولت ایالات متحده به دانشمندان و مهندسان برجسته‌است.

## فعالیت ها
- سال ۱۹۸۷ در سن ۲۰ سالگی - B.S. در شیمی (بالاترین افتخارات) دانشگاه کالیفرنیا، لس‌آنجلس
- سال ۱۹۸۸ در سن ۲۱ سالگی - معاون پژوهشی گروه شیمی، دانشگاه کالیفرنیا، لس آنجلس
- سال ۱۹۹۰ در سن ۲۳ - M.S. شیمی در دانشگاه کالیفرنیا، لس آنجلس
- سال ۱۹۹۱ در سن ۲۴ - معاون پژوهشی گروه جوی علوم، UCLA
- سال ۱۹۹۲ در سن ۲۵ - آموزش دستیار، گروه جوی علوم، UCLA
- در سال ۱۹۹۴ در سن ۲۷ - همکار فوق دکترا، مرکز تحقیقات Ames ناسا
- در سال ۱۹۹۴ در سن ۲۷ - دکتری D. در شیمی فیزیک دانشگاه کالیفرنیا، لس آنجلس
- سال ۱۹۹۷ در سن ۳۰ سالگی - دانشمند محقق علوم زمین، مرکز تحقیقات Ames ناسا
- سال ۲۰۰۲ در سن ۳۵ سالگی - دانشمند محقق ارشد، مرکز تحقیقات Ames ناسا
- سال ۲۰۰۵ در سن ۳۸ - دانشیار دانشگاه Standford - مهندسی محیط زیست،
- سال ۲۰۰۵ در حال حاضر: استاد مشاور دانشیار ژئوفیزیک